# Kazimierz Zimny
Kazimierz Franciszek Zimny (* 4. Juni 1935 in Tczew, Polen; † 30. Juni 2022) war ein polnischer Langstreckenläufer. Der 1,72 m große und 69 kg schwere Zimny gewann 1960 eine olympische Bronzemedaille im 5000-Meter-Lauf.
Zimny schied 1956 bei den Olympischen Spielen in Melbourne bereits im Vorlauf aus. Zwei Jahre später bei den Europameisterschaften 1958 in Stockholm gewann er in 14:01,6 Minuten Silber hinter seinem Landsmann Zdzisław Krzyszkowiak.
Bei den Olympischen Spielen 1960 in Rom löste sich der Neuseeländer Murray Halberg drei Runden vor Schluss vom Rest des Feldes. Aber seine Reserven reichten nicht, um sein hohes Tempo bis ins Ziel zu halten. Eingangs der letzten Runde lag Halberg zwar deutlich in Führung, die Lücke zwischen ihm und den Verfolgern Hans Grodotzki und Friedrich Janke (beide DDR) sowie Zimny wurde kleiner. Letztlich gewann Halberg mit einer Sekunde Vorsprung auf Grodotzki und Zimny, der in 13:44,8 Minuten die Bronzemedaille gewann. Im Endlauf über 10.000 Meter gab Zimny auf.
1962 bei den Europameisterschaften in Belgrad wurde Zimny in 14:01,8 Minuten Zweiter hinter dem Briten Bruce Tulloh.
Zimny wurde 1956 polnischer Meister im 1500-Meter-Lauf. 1960, 1965 und 1966 siegte er über 5000 Meter.